# 桥头镇 (自贡市)
桥头镇，是中华人民共和国四川省自贡市贡井区下辖的一个乡镇级行政单位。

## 行政区划
桥头镇下辖以下地区：
桥头铺社区、永顺村、石房村、白房村、跳礅村、团结村、增产村和玉麒村。